# Agrostis berica
Agrostis berica é uma espécie de gramínea do gênero Agrostis, pertencente à família Poaceae.